# Araz Supermarket
Araz Supermarket es una cadena de supermercados que vende en Azerbaiyán . Es la organización minorista más grande de Azerbaiyán en términos de número de tiendas y facturación anual.

## Historia
La cadena de supermercados Araz inició sus actividades en 2011 con 4 tiendas.
El principio fundamental de Araz es proporcionar al consumidor alimentos básicos y consumibles de alta calidad y asequibles. Araz, uno de los primeros representantes del modelo de supermercado en Azerbaiyán, tiene más de 600 productos en su portafolio, mientras que también apunta a ofrecer muchos productos de marcas privadas y nacionales a sus clientes.
La cadena de supermercados Araz brinda servicios a más de 170 tiendas en Azerbaiyán a partir de enero de 2022. Araz también es miembro del “Foro de bienes de consumo” - (Foro de bienes de consumo).La empresa con conciencia ambiental presentó a los consumidores bolsas ECO hechas de maíz y papas en 2019 para un uso a largo plazo.